# Huszka Mihály
Huszka Mihály (Csongrád, 1933. június 2. – 2022. december 9.) világ- és Európa-bajnoki ezüstérmes, olimpiai 6. helyezett magyar súlyemelő, edző.
Első jelentős világeseménye a római 1960. évi nyári olimpiai játékok volt, ahol könnyűsúlyban 6. helyezést ért el. Az 1962-es súlyemelő-világbajnokságon már középsúlyban indult és ezüstérmes lett. A következő évben szintén ezüstérmet szerzett középsúlyban a világbajnokságon. Két Európa-bajnokságon is elindult: az 1962-esen és az 1963-ason. Mind a kettőn ezüstérmes lett középsúlyban. Utolsó nagy világeseménye a tokiói 1964. évi nyári olimpiai játékok volt, ahol ismét 6. lett.
Az Amerikai Egyesült Államokba emigrált és edző lett. Tanítványai közül sokan értek el jelentős eredményeket.
22-szeres masters világbajnok és 4-szeres masters világjátékok győztes.
Miután hazatért, Oroszlányba költözött, ahol nevelőegyesülete is van.